# Libéma Open 2018 - Qualificazioni singolare maschile
Le qualificazioni del singolare maschile del Libéma Open 2018 sono state un torneo di tennis preliminare per accedere alla fase finale della manifestazione. I vincitori dell'ultimo turno sono entrati di diritto nel tabellone principale. In caso di ritiro di uno o più giocatori aventi diritto a questi sono subentrati i lucky loser, ossia i giocatori che hanno perso nell'ultimo turno ma che avevano una classifica più alta rispetto agli altri partecipanti che avevano comunque perso nel turno finale.

## Teste di serie
1. Jordan Thompson (primo turno, ritirato)
2. Bjorn Fratangelo (primo turno)
3. Tim Smyczek (ultimo turno)
4. Donald Young (primo turno)

1. Dustin Brown (primo turno)
2. Bradley Klahn (primo turno)
3. Kevin King (ultimo turno, lucky loser)
4. Alex Bolt (qualificato)

## Qualificati
1. Franko Škugor
2. Max Purcell

1. Bernard Tomić
2. Alex Bolt

### Lucky loser
1. Tim Smyczek
2. Kevin King

1. John-Patrick Smith

## Tabellone

### Legenda
| - Q = Qualificato - WC = Wild card - LL = Lucky loser | - ALT = Alternate - SE = Special Exempt - PR = Protected Ranking | - w/o = Walkover - r = Ritirato - d = Squalificato |

### Sezione 1
|  | Primo turno | Primo turno     | Primo turno    | Primo turno | Primo turno |  |  | Ultimo turno | Ultimo turno  | Ultimo turno  | Ultimo turno | Ultimo turno |  |
|  |             |                 |                |             |             |  |  |              |               |               |              |              |  |
|  | 1           | Jordan Thompson | 2              | 0           | r           |  |  |              |               |               |              |              |  |
|  | Alt         | Franko Škugor   | 6              | 0           |             |  |  | Alt          | Franko Škugor | Franko Škugor | 7            | 6            |  |
|  |             | Dennis Novikov  | Dennis Novikov | 62          | 2           |  |  | 7            | Kevin King    | Kevin King    | 67           | 3            |  |
|  | 7           | Kevin King      | Kevin King     | 7           | 6           |  |  |              |               |               |              |              |  |

### Sezione 2
|  | Primo turno | Primo turno        | Primo turno        | Primo turno | Primo turno |  |  | Ultimo turno | Ultimo turno       | Ultimo turno       | Ultimo turno | Ultimo turno |  |
|  |             |                    |                    |             |             |  |  |              |                    |                    |              |              |  |
|  | 2           | Bjorn Fratangelo   | Bjorn Fratangelo   | 3           | 6(1)        |  |  |              |                    |                    |              |              |  |
|  |             | John-Patrick Smith | John-Patrick Smith | 6           | 7           |  |  |              | John-Patrick Smith | John-Patrick Smith | 4            | 6(1)         |  |
|  |             | Max Purcell        | Max Purcell        | 6           | 6           |  |  |              | Max Purcell        | Max Purcell        | 6            | 7            |  |
|  | 6           | Bradley Klahn      | Bradley Klahn      | 2           | 2           |  |  |              |                    |                    |              |              |  |

### Sezione 3
|  | Primo turno | Primo turno             | Primo turno             | Primo turno | Primo turno |  |  | Ultimo turno | Ultimo turno  | Ultimo turno  | Ultimo turno | Ultimo turno |  |
|  |             |                         |                         |             |             |  |  |              |               |               |              |              |  |
|  | 3           | Tim Smyczek             | Tim Smyczek             | 7           | 6           |  |  |              |               |               |              |              |  |
|  |             | Bernabé Zapata Miralles | Bernabé Zapata Miralles | 64          | 3           |  |  | 3            | Tim Smyczek   | Tim Smyczek   | 4            | 2            |  |
|  |             | Bernard Tomić           | Bernard Tomić           | 6           | 7           |  |  |              | Bernard Tomić | Bernard Tomić | 6            | 6            |  |
|  | 5           | Dustin Brown            | Dustin Brown            | 4           | 64          |  |  |              |               |               |              |              |  |

### Sezione 4
|  | Primo turno | Primo turno             | Primo turno     | Primo turno | Primo turno |  |  | Ultimo turno | Ultimo turno    | Ultimo turno    | Ultimo turno | Ultimo turno |  |
|  |             |                         |                 |             |             |  |  |              |                 |                 |              |              |  |
|  | 4           | Donald Young            | Donald Young    | 4           | 2           |  |  |              |                 |                 |              |              |  |
|  | WC          | Miliaan Niesten         | Miliaan Niesten | 6           | 6           |  |  | WC           | Miliaan Niesten | Miliaan Niesten | 3            | 3            |  |
|  | WC          | Botic van de Zandschulp | 3               | 7           | 65          |  |  | 8            | Alex Bolt       | Alex Bolt       | 6            | 6            |  |
|  | 8           | Alex Bolt               | 6               | 5           | 7           |  |  |              |                 |                 |              |              |  |